# یتیم (فیلم ۱۹۹۸)
یتیم (انگلیسی: Orphans) یک فیلم به کارگردانی پیتر مولان است.